# Jan Potocki

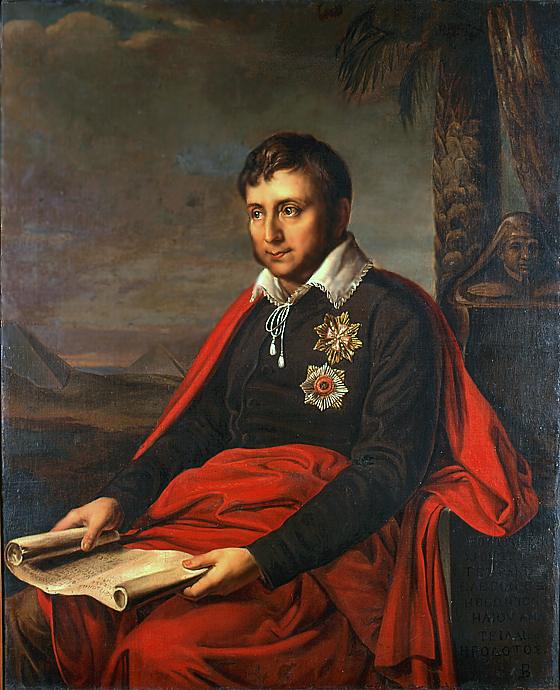
Jan Potocki.

Jan Potocki, född 8 mars 1761 i Pików, död 23 december 1815 i Uladivka, var en polsk greve, historiker och reseskildrare. 
Potocki lämnade tidigt den österrikiska krigstjänsten, gjorde längre studieresor 1788–1803 och deltog 1805 i den stora ryska beskickningen till Kina. Han författade historiska, arkeologiska och etnografiska skrifter och utgav i Sankt Petersburg en tid "Le conservateur impérial". 
Potocki är mest ihågkommen för sin roman Manuscrit trouvé à Saragosse ("Manuskript hittat i Saragossa"), en avancerad pastisch på pikareskromaner och orientaliska sagor. Boken filmatiserades 1965 av Wojciech J. Has som Saragossamanuskripten.